# Kuna tamilska
Kuna tamilska (Martes gwatkinsii) – gatunek ssaka z rodziny łasicowatych (Mustelidae). Gatunek słabo poznany, występujący w południowych Indiach, narażony na wyginięcie.

## Zasięg występowania
Kuna tamilska zamieszkuje Ghaty Zachodnie w południowych Indiach, na południe od 13° szerokości geograficznej północnej (pomiędzy Charmad a Kanapadi).

## Taksonomia
Gatunek po raz pierwszy opisał w 1851 roku amerykański przyrodnik Thomas Horsfield w książce A catalogue of the mammalia in the Museum of the Hon. East-India Company. Jako miejsce typowe autor wskazał Madras w Indiach. Niektórzy autorzy traktują kunę tamilską jako podgatunek kuny żółtogradłej (M. flavigula). Takson monotypowy.

### Etymologia
- Martes: łac. martes ‘kuna’[10].
- gwatkinsii: epitet gatunkowy honoruje Reynoldsa Gwatkinsa, kolekcjonera, który według Horsfielda dostarczył okaz typowy do Museum of the East-India Company[5]. Jednak okaz typowy M. gwatkinsii zebrał w 1850 roku Walter Elliot w Madrasie; Horsfield popełnił błąd uznając że zwierzę zastrzelone w Himalajach przez Gwatkinsa należało do tego samego gatunku co okaz Elliota i nadał okazowi z Madrasu nazwę gwatkinsii (niepoprawnie ponieważ zwierzę zabite przez Gwatkinsa należało do innego gatunku – kuny żółtogardłej)[11].

## Morfologia
Długość ciała samców 50–70 cm, ogona 35–50 cm; masa ciała samców 1–3 kg. Kuna tamilska jest bardzo podobna do kuny żółtogardłej. Sierść koloru przeważnie ciemnobrązowego; ramiona i tułów są koloru ryżobrązowego. Na gardle występuje wyraźna plama koloru od rdzawożółtego do żółtocytrynowego. Czaszka jest niska i płaska.

## Ekologia
Kuna tamilska zamieszkuje wilgotne lasy tropikalne na wysokości od 120 do 2383 m n.p.m.; obserwowana również na plantacjach herbaty, kawy i akacji oraz na łąkach i bagnach. Prowadzi prawdopodobnie dzienny tryb życia; najczęściej przebywa na ziemi, ale obserwowana również w baldachimie oraz w dziuplach drzew z rodzaju mala (Elaeocarpus). Obserwowana samotnie lub w parach.
Skład diety kuny tamilskiej jest bardzo słabo poznany, ale istnieją doniesienia o polowaniach na wrony, wiewiórę dekańską (Ratufa indica), kanczylka indyjskiego (Moschiola indica) i warana bengalskiego (Varanus bengalensis); spożywa również owady, miód oraz nektar.
Nie ma żadnych informacji na temat rozrodu i wychowu młodych.

## Status i zagrożenia
W Czerwonej księdze gatunków zagrożonych Międzynarodowej Unii Ochrony Przyrody i Jej Zasobów gatunek ten został zaliczony do kategorii VU (ang. Vulnerable – narażony na wyginięcie). Bardzo niewiele wiadomo na temat tego gatunku; priorytetem są badania terenowe, aby dowiedzieć się więcej o jego historii naturalnej, ekologii i stanie populacji. Zasięg występowania kuny tamilskiej ocenia się jako mniejszy niż 20000 km².